# تاکوجی یوکویاما
تاکوجی یوکویاما (انگلیسی: Takuji Yokoyama؛ زادهٔ ۱۹ آوریل ۱۹۹۰) بازیکن فوتبال اهل ژاپن است.